# Torneo Nacional de Boxeo Playa Girón 2014
Das Torneo Nacional de Boxeo Playa Girón 2014 wurde vom 15. bis zum 21. Dezember 2014 in Santa Clara ausgetragen und war die 53. Austragung der nationalen kubanischen Meisterschaften im Amateurboxen.

## Medaillengewinner
Die Meistertitel wurden in zehn Gewichtsklassen vergeben.
| Gewichtsklasse                   | Gold                | Silber               | Bronze             |
| -------------------------------- | ------------------- | -------------------- | ------------------ |
| Leichtfliegengewicht (bis 49 kg) | Santiago Amador     | Luis Correoso        | Lázaro Barrueto    |
| Leichtfliegengewicht (bis 49 kg) | Santiago Amador     | Luis Correoso        | Eriel Pérez        |
| Fliegengewicht (bis 52 kg)       | Yosvany Veitía      | Jorge Cordero        | Yosel Castellon    |
| Fliegengewicht (bis 52 kg)       | Yosvany Veitía      | Jorge Cordero        | Frank Saldivar     |
| Bantamgewicht (bis 56 kg)        | Robeisy Ramírez     | Andy Cruz Gómez      | Gerardo Cervantes  |
| Bantamgewicht (bis 56 kg)        | Robeisy Ramírez     | Andy Cruz Gómez      | Javier Ibañez      |
| Leichtgewicht (bis 60 kg)        | Lázaro Álvarez      | Armando Martínez     | Orlando Ascencio   |
| Leichtgewicht (bis 60 kg)        | Lázaro Álvarez      | Armando Martínez     | Víctor Aguilar     |
| Halbweltergewicht (bis 64 kg)    | Yasniel Toledo      | Luis Oliva           | Jorge Moiran Vinet |
| Halbweltergewicht (bis 64 kg)    | Yasniel Toledo      | Luis Oliva           | Kevin Hayler Brown |
| Weltergewicht (bis 69 kg)        | Roniel Iglesias     | Arisnoide Despaigne  | Antonio Bicet      |
| Weltergewicht (bis 69 kg)        | Roniel Iglesias     | Arisnoide Despaigne  | Yudennis Thaureaux |
| Mittelgewicht (bis 75 kg)        | Arlen López         | Emilio Correa Bayeux | Hugo Noriega       |
| Mittelgewicht (bis 75 kg)        | Arlen López         | Emilio Correa Bayeux | Yudiel Nápoles     |
| Halbschwergewicht (bis 81 kg)    | Julio César La Cruz | Emmanuel Reyes       | Irosvany Duvergel  |
| Halbschwergewicht (bis 81 kg)    | Julio César La Cruz | Emmanuel Reyes       | Enevadi Veguet     |
| Schwergewicht (bis 91 kg)        | Erislandy Savón     | Henrich Ruíz         | José Chapotin      |
| Schwergewicht (bis 91 kg)        | Erislandy Savón     | Henrich Ruíz         | Frank Sánchez      |
| Superschwergewicht (über 91 kg)  | Leinier Perot       | Yoandris Toirac      | Yoandri Maceo      |
| Superschwergewicht (über 91 kg)  | Leinier Perot       | Yoandris Toirac      | José Larduet       |